# Microrregión del Brejo Paraibano
La microrregión del Brejo Paraibano es una de las microrregiones del estado brasileño de Paraíba perteneciente a la mesorregión Agreste Paraibano. Su población fue estimada en 2006 por el IBGE en 114.418 habitantes y está dividida en ocho municipios. Posee un área total de 1.174,168 km².

## Municipios
- Alagoa Grande
- Alagoa Nova
- Areia
- Bananeiras
- Borborema
- Matinhas
- Pilões
- Serraria

- Datos: Q2469318